# Wolfgang Hirschmann (Musikproduzent)
Wolfgang Hirschmann (* 8. Januar 1937 in Breslau; † 12. April 2025 in Köln) war ein deutscher Tonmeister und Musikproduzent mit einem Fokus auf der deutschen Jazzszene.

## Leben
Hirschmann kam nach Abitur in Weimar an das Robert Schumann-Konservatorium in Düsseldorf, wo er bei Friedrich Trautwein studierte; er wechselte dann in die Tonmeister-Ausbildung der Nordwestdeutschen Musikakademie Detmold zu Erich Thienhaus. 1958 wurde er von Electrola in Köln als Tonmeister engagiert. Zu seinen ersten Produktionen gehörte eine Aufnahme mit den Feetwarmers um Klaus Doldinger. Am 7. Juli 1959 nahm er mit Rolf Kühn für Dietrich Schulz-Köhn die EP Holiday in Europe auf.

### 1960er Jahre
In den 1960er Jahren nahm Hirschmann häufig das Orchester Kurt Edelhagen für Fernsehproduktionen auf. Daneben traten zunehmend Produktionen für die in Köln tätigen Komponisten der Neuen Musik wie Karlheinz Stockhausen, David Tudor oder Mauricio Kagel. Hirschmann verantwortete bereits 1961 die LP Zyklus/Refrain/Transición II mit Werken von Karlheinz Stockhausen und Mauricio Kagel.
Am 18./19. Mai 1961 war Hirschmann für den Kölner Impresario Gigi Campi Tonmeister bei drei Aufnahmen des neu formierten Francy-Boland-Ensembles für Alfred Lions Blue Note Records. Diese Gruppe bildete den Kern der späteren Kenny Clarke/Francy Boland Big Band. Campi und Hirschmann waren von der ersten Aufnahme im Dezember 1961 bis zur letzten Aufnahme 1973 für alle Produktionen der Bigband verantwortlich. Am 23./24. September 1962 leitete Hirschmann die Aufnahmen eines Konzertes mit Klassik-Pianist Friedrich Gulda während der Berliner Festwochen, das sich für Hirschmann überraschend als Jazzkonzert herausstellte; denn Gulda hatte allein 1960 insgesamt 112 Auftritte als klassischer Pianist absolviert. Im Juni 1962 hatte sich der exzellente Beethoven-Interpret Gulda jedoch für den Jazz entschieden.
Mit Hirschmann als Tonmeister entstanden in den Elektrola-Tonstudios in Köln weitere Aufnahmen: 1962 nahm er mit Severino Gazzelloni & Aloys Kontarsky die Neue-Musik-LP Music for Solo Flute auf. Dann folgte die LP Jazz in Europe – Die deutschen All-Stars – Eine Dokumentation des Jazz in Deutschland, am 12./13. Januar 1963 in Baden-Baden von Hirschmann eingepegelt und unter Aufsicht von Joachim Ernst Behrendt. Die Jazz-LP Handle with Care für die Clarke/Boland Big Band entstand wenige Tage später am 25./26. Januar 1963. Auch das Johnny-Griffin-Quartet ließ seine LP Night Lady am 13. Februar 1964 von Hirschmann einpegeln.
Hirschmann war aber als Musikregisseur und Produzent bei der Electrola für alle musikalischen Bereiche zuständig. So hat er beispielsweise auch mit Gitte Hænning, Lotti Krekel und Marlene Dietrich produziert.
Die Sahib-Shihab-LP Summer Dawn wurde am 8. Mai 1964 bei Electrola produziert; die Clarke Boland Big Band-LP Swing, Waltz, Swing entstand am 28. Februar 1966 bei EMI. Marcel Marceau präsentierte das Clarke-Boland-Sextett auf der 1965 erschienenen LP Swing im Bahnhof, aufgenommen von Hirschmann am 25. September 1965 im Bahnhof Rolandseck.
Francy Boland kam für seine LP Out of the Background am 18. Februar 1967 nach Köln, während Hirschmann für die Francy-Boland-LP Flirt and Dream am 28. Mai 1967 mit nach Brüssel reisen musste. Auch die nächsten Aufnahmen dieser Band waren ein Auswärtstermin, denn das Clarke Boland Sextet nahm seine LP Music for the Small Hours am 16. Juni 1967 in Berlin auf, während die dritte Clarke-Boland-LP Sax no End am 18. Juni 1967 im Rhenus-Studio in Köln-Godorf entstand. Die Clarke-Boland-LP Sketches from the “Faces” Suite entstand am 14. Dezember 1967 bei EMI, die Mark-Murphy-LP Midnight Mood am 18. Dezember 1967 ebenfalls bei Electrola. Zusammen mit Heinz Gietz produzierte Hirschmann 1968 die LP Hallo Paulchen – Hallo Greetje mit Paul Kuhn und Greetje Kauffeld. Für The Lords arrangierte Hirschmann 1967 auch gemeinsam mit Claudio Szenkar; einer der Titel (John Brown’s Body) wurde auch von Rex Gildo eingespielt.
Für die LP All Smiles holte Hirschmann die Clarke-Boland-Band am 13./14. Mai 1968 in die Electrola-Studios, während er deren nächste LP Faces am 28./29. Juni 1968 in den Kölner Sonopress-Studios aufnahm. Das Sahib-Shihab-Quintett (mit Clarke/Boland) stand am 9. Juni 1968 für die LP Seeds vor seinen Mikrofonen. Hirschmann kam 1968 auf die Idee, Gitte Hænning mit Boland zusammenzubringen, um ihr den Wunsch nach Jazzaufnahmen zu erfüllen (und sie so bei Electrola zu halten): Die Bigbandaufnahmen für die LP My Kind of World entstand am 13. August 1968 im Electrola-Studio mit Hirschmann; die Gesangsstimme wurde in Kopenhagen eingespielt. Die nächste Clarke-Boland-LP All Blues wurde am 27. Mai 1969 ebenfalls von Hirschmann eingepegelt, für Smiles versammelte man sich einen Tag später am 28. Mai 1969.

### 1970er Jahre

Horst Muys – Ne Besuch em Zoo

Ende 1966 gründete Heinz Gietz das Plattenlabel Cornet Records, dem 1969 unter Mitwirkung von Wolfgang Hirschmann die Cornet-Tonstudios in Köln-Junkersdorf (Aachener Straße 1112a) folgten. Die Studios konnten sich einen Namen für Aufnahmen aller Art machen, etwa für Graham Bonney oder Bill Ramsey mit den Jay Five. Auch zahlreiche Jazz- und Bigband-Aufnahmen entstanden dort, weil die beiden Eigner „für Jazz-Musiker ihre Tarife halbierten“. Hier entstanden nicht nur die Aufnahmen für Künstler des bis 1977 bestehenden Cornet-Labels, sondern ebenso labelfremde Auftragsproduktionen, an denen Hirschmann beteiligt war, etwa mit The Lords, Berry Lipman, Marek & Vacek oder Adamo. 2001 stellte das Studio seinen Betrieb ein.
Hirschmann erkannte als Produzent im Cornet-Studio das Potenzial von Hans Knipps Idee zum Kölner Karnevalsschlager Ne Besuch em Zoo, der im Dezember 1969 für Horst Muys zum ersten im Cornet-Tonstudio entstandenen Verkaufserfolg des Cornet-Labels mit über 100.000 Exemplaren innerhalb eines Zeitraumes von drei Monaten wurde (Cornet #3144). Eine der ersten Jazz-Aufnahmen, die im neuen Studio entstanden (noch mit von Electrola geliehenem Studio-Equipment), war Tough Tenors: Again ’n’ Again mit Eddie Lockjaw Davis, Johnny Griffin, Francy Boland, Jimmy Woode und Kenny Clarke, aufgenommen am 24. April 1970. Die Cornet-Studios waren am 30. September 1970 für die LP Off Limits der Kenny Clarke/Francy Boland Big Band mit Tonmeister Hirschmann gebucht. Singing End – eine der Vorgänger-Gruppen der Kölsch-Band Bläck Fööss (mit Günther Lückerath Leadgitarre/Gesang, Herbert Ihle Rhythmusgitarre/Gesang, Rainer Pietsch Piano/Orgel u. a., Rolf Lammers Keyboard, Dieter Geis Schlagzeug) – buchte für ihre LP Listen to the Music! im Dezember 1970 die Cornet- und Rhenus-Studios (Köln-Godorf). Freddy Breck wurde von Lotti Krekel zu Cornet Records vermittelt, wo er unter Produzent Heinz Gietz 1970 seine erste Single Carola / My Sweet Candy (Cornet #3184) mit Hirschmann als Tonmeister aufnahm. Als er bei den Sessions nicht so recht vorankam, ermunterte ihn Hirschmann: „Nun mach’ mal, Du Künstler.“
Gemeinsam mit Gietz produzierte Hirschmann für das ZDF Musik ist Trumpf. Das Studio wurde kommerziell durch Aufnahmen für Peter Alexander, Rudolf Schock, Caterina Valente oder Heinz Rühmann getragen. Auch die Produktionen der Bläck Fööss und Walter Scheels Interpretation von Hoch auf dem gelben Wagen entstanden in diesem Studio.
Stan Getz nahm am 14. Juni 1971 mit der Bigband von Clarke/Boland sechs Titel für die LP Change of Scenes in Köln mit Hirschmann als Tonmeister auf. Nach 12 Jahren löste sich die Clarke-Boland Big Band nach Mai 1972 auf und hinterließ im Jazz und den Studios eine große Lücke. Dafür ließ Peter Herbolzheimer sieben Tracks für die LP Big Band Man im Januar 1973 von Hirschmann produzieren, Günter Noris erschien mit der Bundeswehr-Bigband für die LP Hit-Festival im November/Dezember 1974 in den Cornet-Studios. Auch neuere Entwicklungen des Jazz wie Fusion und Jazz-Rock überwachte Hirschmann, als Rolf Kühn im Januar 1975 im Cornet-Studio die LP Total Space aufnahm; ebenso die von Vera Brandes und Kurt Renker live am 6. Februar 1977 in Düren aufgenommene Nucleus-LP In Flagrante Delicto, am 28. Februar 1977 bei Cornet abgemischt.

### 1980er und 1990er Jahre
Udo Lindenberg & sein Panik Orchester suchte für die LP Odyssee die Dienste des Cornet-Studios im Oktober/November 1982, die Francis Coppieters Selection nahm ihre LP Colours in Jazz im März 1986 ebenfalls in den Cornet Studios mit Hirschmann auf.
1986 wurde Hirschmann als Produzent und Redakteur der WDR Big Band Köln berufen. Als solcher hat er viele Produktionen des WDR-Klangkörpers auf CD verewigt, wobei es zu seinen Prinzipien gehörte, die Aufnahmen nicht allzu lange nachzubearbeiten. In der Regel veröffentlichte er Live-Mitschnitte oder First Takes von Studioproduktionen. Für die Konzerte der WDR Big Band in der Kölner Philharmonie mit prominenten Gastsolisten wurde auf seine Anregung ein „Jazz-Abo“ eingerichtet. Hier entstand etwa im März 1991 mit der WDR Big Band und Bob Brookmeyer dessen LP Electricity. Die WDR Big Band selbst brachte eine Trilogie mit den LPs The World of Duke Ellington heraus, live in der Kölner Philharmonie am 16. Mai 1994 (Teil 1), 5. Juni 1994 (Teil 2) und 18. Juni 1994 (Teil 3) aufgenommen; 3 Titel entstanden im WDR-Studio 4. Die WDR Big Band wirkte auch auf der LP Jazzpaña von Vince Mendoza vom Oktober 1992 mit, sie ist eine Kombination aus Flamenco und Jazz, dem Flamenco Jazz. Vince Mendoza nahm Hirschmanns Dienste mit der WDR Big Band auch für die LP Scetches (aufgenommen im November/Dezember 1993 beim WDR) in Anspruch. Eddie Harris gab sein letztes Konzert am 14. März 1996 in Köln, produziert von Hirschmann mit der WDR Big Band.
Ab 1996 bis Januar 2002 war Hirschmann ihr Orchester-Manager, deren Repertoire er ständig erweiterte. Im Januar 2002 ging Hirschmann beim WDR in Pension und wurde abgelöst durch Lucas Schmid.
Für Schlagzeuger Kenny Clarke gab es nur drei bedeutsame Produzenten, nämlich Hirschmann, Rudy Van Gelder und den in Paris arbeitenden Deutschen Gerhard Lehner (Barclay Studios). Alle drei hatten unter anderem gemeinsam, dass sie sein Schlagzeug meist mit nur einem Mikrofon aufnahmen.

## Auszeichnungen
Auf der 28. Tonmeistertagung 2014 in Köln verlieh ihm der Verband Deutscher Tonmeister die VDT Ehrenmedaille. Zu seinem 85. Geburtstag erschien 2022 unter dem Titel Bleib tapfer im LAG Musik Verlag eine Festschrift über sein Lebenswerk.